# Suczki (Ełk)
Pour les articles homonymes, voir Suczki.
Suczki est un village polonais du district administratif d'Ełk, dans le powiat d'Ełk, voïvodie de Varmie-Mazurie, au nord-est du pays. 
Il est situé à environ 12 km au sud-ouest d'Ełk et à 115 km à l'est de la capitale régionale Olsztyn.
Sa population s'élève à 75 habitants.